# Российско-шведские отношения
Росси́йско-шве́дские отноше́ния — двусторонние отношения между Россией и Швецией. Начало отношений между этими странами восходит к X веку, когда викинги, прозванные варягами, участвовали в основании государства, из которого позже сформировалась Россия.

## История
Исторически две страны связаны с древних времен, когда шведские викинги торговали по большим русским рекам и селились в славянских поселениях, ставших впоследствии крупными городами, такими как Новгород и Киев. Эти поселения привели к возникновению взаимных связей, которые также носили династический характер, так как варяжский князь Рюрик положил начало династии, которая правила непрерывно с IX по XVI век, как это запечатлено в Повести временных лет. Даже название Россия происходит от варягов, так как старое название викингов на востоке было Русь.
Весь XVIII век прошёл под знаком напряжённого русско-шведского соперничества на Балтике, одной из причин которого было большое влияние идей реванша за поражение в Северной войне в умах значительной части шведской аристократии; временами Швеция оценивалась в Санкт-Петербурге как наиболее опасный противник России во всей Европе. В 1741—1743 и в 1788—1790 годах обе державы вновь воевали друг с другом. Едва не дошло до войны их крайне напряжённое военно-политическое противостояние в 1771—1772 годах.
Тем не менее, после перехода Финляндии от Швеции к России в 1809 году по итогам последней русско-шведской войны на протяжении всего XIX века отношения двух держав носили ровный мирный характер (хотя во время Крымской войны 1853—1856 годов сохранялась угроза вступления Швеции в войну на стороне противников России). Существенное охлаждение их произошло в последние годы перед первой мировой войной, когда в Швеции выросло влияние Германии (в шведской литературе получила название «эпоха прогерманизма») и в обществе стали сильны антироссийские настроения, вплоть до всплеска шпиономании. Соответственно, и высшие российские политические и военные круги вновь стали рассматривать Швецию как возможного противника, в России корректировались военные планы и проводились стратегические военно-штабные игры по противодействию шведским наступательным действиям на Балтике.
В годы первой мировой войны ситуация обострилась до крайности: российские и германские подводные лодки несколько раз атаковали и даже топили шведские транспорты, а шведские военные корабли обстреливали и преследовали их в ответ. Россия и Германия прилагали огромные усилия к обращению на свою сторону общественного мнения Швеции, активно действуя через местную прессу и парламентариев. Однако, правильно оценивая перспективы затяжной войны Тройственного Союза в его противостоянии с Антантой, правительство Швеции продолжало уклоняться от вступления в войну.
Швеция первой из стран Запада установила торговые связи с Советской Россией — уже через полгода после Октябрьской революции. Дипломатические отношения Швеции и СССР были установлены 16 марта 1924 года.
После Второй мировой войны спецслужбы Швеции активно поддерживали эстонских «лесных братьев» в вооружённой борьбе против советской власти в Эстонской ССР, известны несколько радиоигр и спецопераций советских органов госбезопасности против шведских разведорганов.
В 1960—1980-х годах двусторонние отношения омрачали проблемы вторжений советских подводных лодок в шведские территориальные воды, резкой риторике ведущих политиков двух стран в адрес друг друга, непродуманные обвинения во враждебной деятельности и т. д. Однако благодаря политике шведского нейтралитета в период с 1950-х по 2000-е годы отношения между СССР (Россией) и Швецией были наиболее успешными за всю их историю в экономическом плане для обеих сторон.
19 декабря 1991 года Швеция одной из первых признала Российскую Федерацию независимым государством.
Экономические отношения между странами развиваются достаточно успешно. В 2008 году оборот двусторонней торговли вырос на 41 % и составил 8,64 млрд долларов. Взаимный товарооборот в 2010 году составил 6,44 млрд долларов. Швеция занимает 21 место в числе торговых партнёров России: на её долю приходится около 1,2 % общего российского внешнеторгового оборота.
В 2014 году из-за аннексии Крыма Российской Федерацией Швеция ввела антироссийские санкции, получив в ответ санкции со стороны России.
9 мая 2019 года МИД России принял решение выслать шведских дипломатов в качестве ответной меры после того, как внешнеполитическое ведомство Швеции отказало в выдаче дипломатических виз нескольким сотрудникам российского посольства.
На фоне российского вторжения на Украину в 2022 году нейтральная Швеция подала заявку на вступление в НАТО 18 мая 2022 года. В июле 2024 года министр обороны Швеции Пол Йонсон заявил, что Россия представляет собой самую большую и серьезную угрозу национальной безопасности Швеции.